# Паташу
Генрие́тта Раго́н (фр. Henriette Ragon), более известная под сценическим псевдонимом Паташу́ (фр. Patachou; 10 июня 1918 — 30 апреля 2015) — французская певица и актриса. Её карьера на сцене, в кино и на телевидении продолжалась с 1952 по 2006 год. Она также написала по крайней мере двадцать песен. 1 января 2009 года стала офицером ордена Почётного легиона.
Родилась в Париже. Её сын Пьер Биллон (родился 1946 г.) является автором песен.
Умерла 30 апреля 2015 года в Нёйи-сюр-Сен в возрасте 96 лет.

## Фильмография
- 1955 — Наполеон: путь к вершине — мадам Сан-Жен
- 2000 — Актёры
- 2000 — Приключения Феликса
- 2001 — Бельфегор — призрак Лувра